# ورزشگاه سنت اندروز
سنت اندروز (به انگلیسی: St Andrew's) نام ورزشگاه اختصاصی باشگاه بیرمنگام سیتی در منطقه باردسلی بیرمنگام در شهرستان میدلند غربی، انگلستان است.
این ورزشگاه از سال ۱۹۰۶ زمین خانگی باشگاه بیرمنگام سیتی می‌باشد. ظرفیت این ورزشگاه ۳۰٬۰۱۶ است. سنت آندرو بیست و هفتمین ورزشگاه بزرگ در انگلستان می‌باشد.

## بازسازی
در پی حادثه هیلزبورو و ابلاغ گزارش تیلور به تیم‌های فوتبال انگلیس که آنها را موظف به یک سری اقدامات برای بالا بردن سطح امنیت سکوهای ورزشگاه‌ها می‌کرد این ورزشگاه نیز در سال ۱۹۹۳ به مدت شش سال تا سال ۱۹۹۹ به طور کامل بازسازی شد.